# Земельная администрация Израиля
Земельная администрация Израиля (ивр. מנהל מקרקעי ישראל‎) — израильский государственный орган, существовавший с 1960 по 2013 год, отвечавший за управление землей в Израиле, которая находится в общественном достоянии. Она управляла 93 % площади всех земель в стране. В результате реформ в 2013 году она была заменена Земельным управлением Израиля.

## Создание
Земельная администрация Израиля была создана в 1960 году по решению законодательного органа Кнессета для надзора за распределением и охраной всех земель в Израиле. Согласно основному закону: Земля Израиля, администрация управляла землей в Израиле, которая была собственностью государства, собственностью Еврейского Национального фонда или Управления развития. На 2013 год она отвечала примерно за 4 820 500 акров (19 508 000 дунамов), которые составляют 93 % земель Израиля, которые в основном сдавались в аренду израильским гражданам или нерезидентам-евреям. Оставшиеся 7 % земли находились либо в частной собственности, либо под защитой религиозных властей.

## Функции
- Обеспечение гарантий того, что национальная земля используется в соответствии с израильскими законами.
- Активная охрана государственные земли и осуществление надзора за ними.
- Предоставление государственной земли в общественное пользование.
- Планирование, развитие государственные земельные резервы и управление ими.
- Инициирование планирования и застройки (включая переселение существующих жильцов).
- Регулирование и управление регистрацией государственных земель.
- Санкционирование контрактов и соглашения с другими сторонами.
- Предоставление услуг широкой общественности[3]

## Политические цели
- Выделение земельных участков для общественных и государственных нужд
- Обеспечение земельных резервов для будущих нужд
- Сохранение сельскохозяйственных угодий
- Использование земли в соответствии с законом
- Охрана государственных земель[3]

## Правовая база
Правовую основу земельной политики Израиля составляют четыре закона:
- Основной закон «Земля Израиля» (1960) гласит, что все земли, принадлежащие государству Израиль, останутся в государственной собственности и никому не будут проданы или переданы.
- Закон Израиля о земле (1960) детализирует несколько исключений из основного закона.
- Закон Израиля об управлении земельными ресурсами (1960) описывает детали создания и функционирования Земельной администрации Израиля.[5]
- Соглашение между государством Израиль и Всемирной сионистской организацией (учреждение Еврейского национального фонда) (1960)[3]

## Структура
Земельный совет Израиля определяет политику Земельной администрации Израиля. Его возглавляет вице-премьер Израиля, министр промышленности, торговли, труда и коммуникаций. В состав Совета входят 22 члена; 12 представляют правительственные министерства и 10 представляют Еврейский национальный фонд. Генеральный директор Земельной администрации Израиля назначается правительством.

### Отделы
- Планирование и разработка
- Картографирование
- Финансовые операции
- Оценка земель
- Инспекция и надзор
- Юрисконсультация, право собственности и регистрация
- Персонал и администрация
- Информационная технология
- Городской маркетинг
- Внутренний аудит[3]

## Вопросы владения землей
«Владение» недвижимостью в Израиле обычно означает право аренды у Земельной администрации Израиля сроком на 49 или 98 лет. Земельная администрация Израиля проводит различие между городскими землями и сельскохозяйственными угодьями: городские земли сдаются в аренду сроком на 49 лет с возможностью продления аренды еще на 49 лет. Однако на практике права, предоставляемые арендаторам в рамках нынешней израильской системы аренды, очень напоминают полные права собственности.
Согласно израильскому законодательству, Земельная администрация Израиля не может сдавать землю в аренду иностранным гражданам. На практике иностранцам может быть разрешено сдавать жилье в аренду, если они докажут, что имеют право иммигрировать в Израиль в соответствии с Законом о возвращении. В 2000 году Высокий суд постановил, что государство не может выделять землю своим гражданам по признаку религии или национальности, даже если оно выделяет землю через третью сторону, такую как Еврейское агентство. Решение суда включает ограничения на аренду или продажу земли по признаку национальности, вероисповедания или любой другой дискриминационной категории.

## Реформы
В рамках реформ, начатых в 2009 году, было решено, что Земельная администрация Израиля будет ликвидирована, а вместо неё будет создано Земельное управление Израиля. Долгосрочная аренда земли должна превратиться в частную собственность на землю.
Согласно официальному пресс-релизу, «Реформы направлены на уменьшение бюрократических препятствий для домовладельцев, желающих расширить свои дома, и вовлечение правительства в рынок недвижимости, а также позволяют Земельному управлению Израиля сосредоточиться на развитии и сбыте государственных земель, в отличие от работы с арендуемыми жилыми единицами». Реформы направлены на увеличение предложения жилых единиц, что приведет к снижению цен на жилье.
По соглашению, достигнутому после переговоров между руководством Земельной администрацией Израиля, Министерством финансов и профсоюзами, около 200 сотрудников Земельной администрации Израиля добровольно покинут свою работу, что касается остальных, то они будут включены в структуру новой организации Земельного управления Израиля.

### Назначение Кахлона
21 января 2013 года премьер-министр Биньямин Нетаньяху назначил бывшего министра связи и социального обеспечения Моше Кахлона новым председателем Земельной администрации Израиля. Кандидатура Кахлона была выбрана потому, что он пользовался общественной поддержкой, поскольку перед этим ему удалось значительно сократить счета за мобильную связь, проведя серьезные реформы на рынке связи. Ожидалось, что его назначение будет способствовать снижению стоимости жилья для израильтян, поскольку он способен это сделать.
Решение Нетаньяху подверглось резкой критике со стороны других политиков, поскольку оно было принято всего за два дня до выборов. Глава Центральной избирательной комиссии, судья Верховного суда Эльяким Рубинштейн запретил израильским СМИ транслировать пресс-конференцию, на которой было объявлено о назначении, постановив, что это может быть расценено как предвыборная пропаганда, которая запрещена. Лидер Израильской лейбористской партии Шели Яхимович заявила, что назначение Кахлона было незаконным, поскольку, согласно закону, председатель Земельной администрации Израиля назначается не премьер-министром, а министром жилищного строительства. Она подала петицию в Верховный суд.